# Malawi i olympiska spelen
Malawi deltog första gången vid olympiska sommarspelen 1972 i München och har sedan dess varit med vid varje olympiskt sommarspel förutom vid spelen 1976 i Montréal och spelen 1980 i Moskva som de bojkottade. De har aldrig deltagit vid de olympiska vinterspelen. De har aldrig vunnit någon medalj.

## Medaljer
| Guld | Silver | Brons | Totalt antal medaljer |
| ---- | ------ | ----- | --------------------- |
| 0    | 0      | 0     | 0                     |

### Medaljer efter sommarspel
| Spel                | Idrottare              | Guld                   | Silver                 | Brons                  | Totalt                 | Placering              |
| Rom 1960            | som en del av Rhodesia | som en del av Rhodesia | som en del av Rhodesia | som en del av Rhodesia | som en del av Rhodesia | som en del av Rhodesia |
| Tokyo 1964          | Deltog inte            |                        |                        |                        |                        |                        |
| Mexico City 1968    | Deltog inte            |                        |                        |                        |                        |                        |
| München 1972        | 16                     | 0                      | 0                      | 0                      | 0                      | –                      |
| Montréal 1976       | Deltog inte            |                        |                        |                        |                        |                        |
| Moskva 1980         | Deltog inte            |                        |                        |                        |                        |                        |
| Los Angeles 1984    | 15                     | 0                      | 0                      | 0                      | 0                      | –                      |
| Seoul 1988          | 16                     | 0                      | 0                      | 0                      | 0                      | –                      |
| Barcelona 1992      | 4                      | 0                      | 0                      | 0                      | 0                      | –                      |
| Atlanta 1996        | 2                      | 0                      | 0                      | 0                      | 0                      | –                      |
| Sydney 2000         | 2                      | 0                      | 0                      | 0                      | 0                      | –                      |
| Aten 2004           | 4                      | 0                      | 0                      | 0                      | 0                      | –                      |
| Peking 2008         | 4                      | 0                      | 0                      | 0                      | 0                      | –                      |
| London 2012         | 3                      | 0                      | 0                      | 0                      | 0                      | –                      |
| Rio de Janeiro 2016 | 5                      | 0                      | 0                      | 0                      | 0                      | –                      |
| Tokyo 2020          | 5                      | 0                      | 0                      | 0                      | 0                      | –                      |
| Paris 2024          | Framtida tävling       |                        |                        |                        |                        |                        |
| Los Angeles 2028    | Framtida tävling       |                        |                        |                        |                        |                        |
| Brisbane 2032       | Framtida tävling       |                        |                        |                        |                        |                        |
| Totalt              | Totalt                 | 0                      | 0                      | 0                      | 0                      | –                      |